# Дом правительства Таиланда
Дом правительства Таиланда (тайск. ทำเนียบรัฐบาล) — здание Премьер-министра Таиланда и Совета министров страны. В здании находятся кабинеты министров, конференц-залы и др. Здание используется для исполнения кабинетом министров государственных функций и приемов иностранных гостей. Дом правительства состоит из нескольких дворцовых сооружений общей площадью 45 000 м².

## История
Здание дома правительства было построено в 1923 году Королём Вачиравудом (Рама VI) по проекту итальянского архитектора Аннибале Риготти. Не дождавшись окончания строительства, после смерти короля в 1925 году, Риготти вернулся в Италию. Работу продолжил архитектор Эрколе Манфреди. Для завершения строительства здания Премьер-министр Пибун Сонгкрам пригласил итальянского скульптора и художника Коррадо Ферочи. Построенное здание имело  золотые купола, статую Пхра Пхром (Брахма). Его фасад напоминал венецианский дворец Ка-д’Оро, построенный в готическом стиле.
Здание изначально задумывалось, как семейная резиденция для одного из генералов короля. Резиденцией премьер-министра дом стал в 1941 году.
Во время Тайского политического кризиса 2008 года антиправительственные протестующие окружили дом Правительства. Демонстранты пытались блокировать дом правительства и ворваться в него. В эти дни кабинет министров страны временно переехал в Международный аэропорт Донмыанг.
Антиправительственные демонстрации проходили у дома правительства семь месяцев — с мая по декабрь 2013 года. Волнения прекратились после объявления о роспуске парламента и отставке правительства.

## Здание Тай-Ху-Фа
Здание Тай-Ху-Фа  (ตึกไทยคู่ฟ้า) является одним из сооружений дома правительства.  Это здание является символом Кабинета министров Таиланда. В нём размещается канцелярия премьер-министра и конференц-зал для кабинета министров. Здание напоминает Белый дом в Соединенных штатах Америки или здание Дома правительства на Даунинг-стрит, 10 в Великобритании. Здание Тай-Ху-Фа имеет два этажа. Оно построено в стиле неовенецианской готической архитектуры в сочетании с элементами византийского искусства. На второй его этаж ведет одна лестница. На крыше здания установлена небольшая скульптура Брахмы.
На первом этаже здания расположены три комнаты. Первая «Золотая куполообразная комната» предназначена для посетителей Премьер-министра. Вторая комната «Слоновая кость», которая находится рядом с «Золотой куполообразной комнатой»,  представляет собой зал официальных приемов. Третья комната с фиолетовой расцветкой находится на первом этаже. Здесь принимают посетителей заместителя Премьер-министра и других членов Кабинета министров. В этом здании есть также небольшой конференц-зал для проведения заседаний Совета комитетов, в которых председательствует действующий премьер-министр. На верхних этажах здания находятся канцелярия Премьер-министра, кабинеты Кабинета министров, подсобные помещения и старый конференц-зал.

## Галерея
- Место проведения АТЭС 2003 в Доме правительства
- Экс-премьер министр Абхисит Ветчачива (справа) с гостями в доме правительства
- Фонтан перед зданием Санти Мейтри Дома правительства
- Участники антиправительственных протестов в августе 2008 года
- Архитектурные элементы дома правительства